# 亨特鎮區 (阿肯色州斯科特縣)
亨特鎮區（英語：Hunt Township）是位於美國阿肯色州斯科特縣的一個行政鎮區。

## 地方資料
亨特鎮區的面積為123.37平方千米，當中陸地面積為123.22平方千米，而水域面積為0.15平方千米。根據2010年美國人口普查的數據，當地共有人口181人，而人口密度為每平方千米1.47人。